# Karl Nehammer
Karl Nehammer (Bécs, 1972. október 18. –) osztrák politikus, 2021-től 2025-ös lemondásáig Ausztria kancellárja és az Osztrák Néppárt elnöke, 2020–2021 között belügyminiszter.

## Életpályája
1992-ben érettségizett, majd katonai szolgálatot teljesített 1997-ig.
2012 és 2014 között a kremsi egyetemen tanult.
A 2017-es ausztriai parlamenti választáson mandátumot szerzett, és 2017. november 8-án az ÖVP-frakció egyik elnökhelyettese lett.
2018. január 25-én  Elisabeth Köstinger és Stefan Steiner utódjaként az ÖVP főtitkára lett.
2020 és 2021 között Ausztria belügyminisztere volt, 2021. december 6-tól kancellárja, A 2024-es parlamenti választások után, 2025. január 4-én bejelentette lemondását kancellári és pártvezetői pozíciójáról, az SPÖ és NEOS pártokkal folytatott sikertelen koalíciós tárgyalások következtében. A pártvezetői pozíciót másnap, január 5-én a párt főtitkára, Christian Stocker vette át. Kancellárként ideiglenesen Alexander Schallenberg vette át a helyét.

## Publikációi
- Karl Nehammer. Strategie und Politische Kommunikation der Volkspartei Niederösterreich im Landtagswahlkampf 2013: Analyse der Kampagne und der Mobilisierungsmaßnahmen. 2013. Hochschulschrift. Donau-Universität Krems
- Kiadóként, Bettina Rauschsal: Offen für Neues – Analysen und Einschätzungen zum ersten Jahr der neuen Volkspartei. Verlag Noir, Wien 2018, ISBN 978-3-9504382-2-2.